# Station Bruges
Station Bruges is een spoorweghalte in de Franse gemeente Bruges (Gironde).